# Δ12-acide gras déshydrogénase
Une Δ12-acide gras déshydrogénase est une enzyme de la classe des oxydoréductases agissant sur l'acide linoléique pour le convertir en acide crépénynique, un acide gras acétylénique :
|                  | + NADPH+H+ + O2 {\displaystyle \rightleftharpoons } NADP+ + 2 H2O + |                    |
| Acide linoléique |                                                                     | Acide crépénynique |
Le NADH+H+ peut également être substrat de cette réaction.